# Basma Khalfaoui

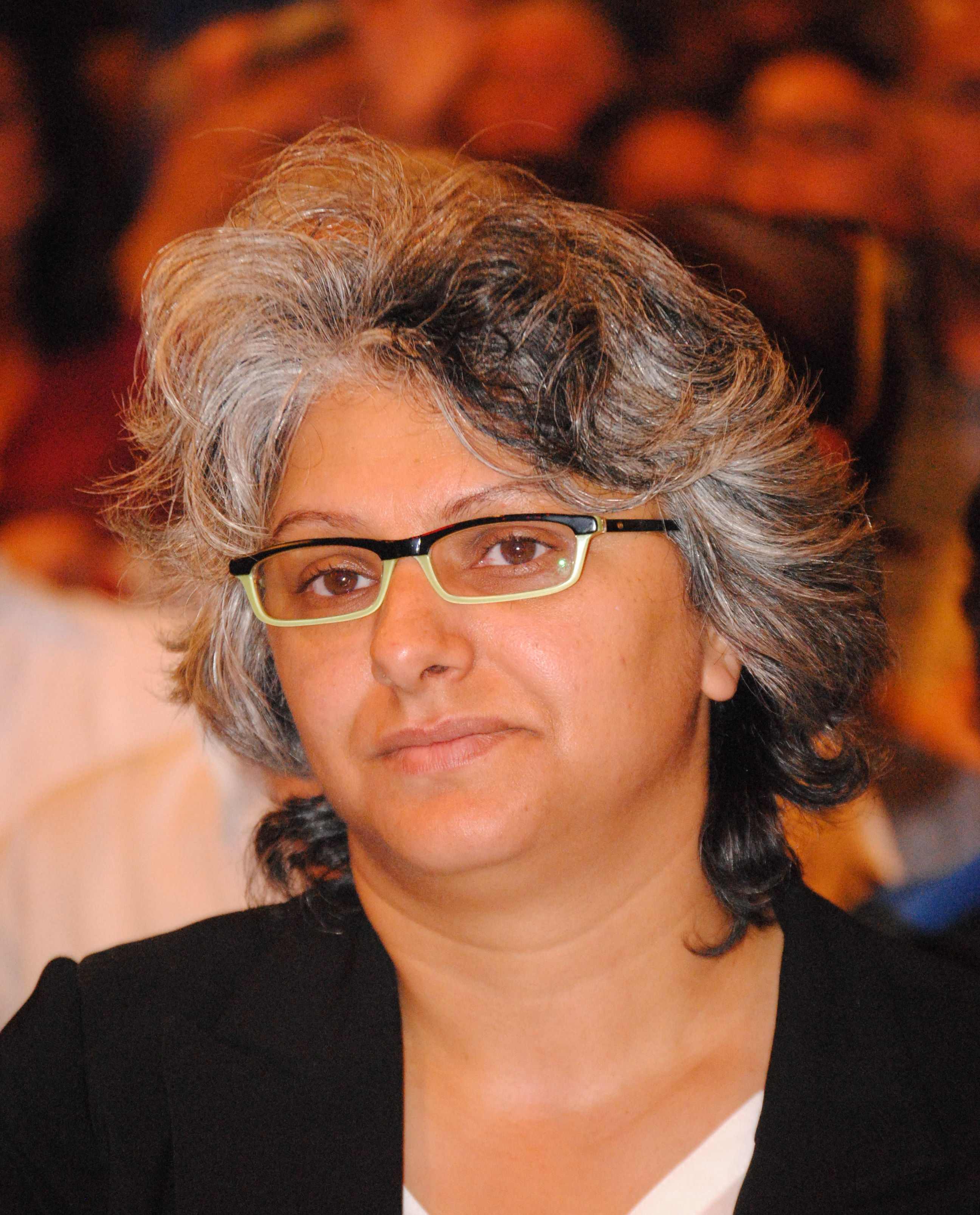
Basma Khalfaoui

Basma Khalfaoui (tiếng Ả Rập: بسمة خلفاوي) (Sinh tại El Kef 20 tháng 8 năm 1970), là một luật sư Tunisia, nhà hoạt động chính trị và thời gian dài ủng hộ cho phong trào phụ nữ, người vươn lên nổi bật quốc gia sau vụ ám sát chồng Chokri Belaid vào năm 2013.

## Cuộc sống ban đầu
Basma Khalfaoui là một trong sáu đứa trẻ được sinh ra từ một người cha đã chết khi bà còn rất nhỏ và một người mẹ vô học, người đã nuôi nấng gia đình một mình với những phương tiện rất khiêm tốn. Sau khi học xong tại fr: Lycée de la rue du Pacha ở Tunis, bà học luật tại trường đại học. Tại đây, bà trở thành một nhà hoạt động xã hội: Union générale des étudiants de Tunisie và gia nhập Hiệp hội Phụ nữ Dân chủ Tunisia năm 1995. Tại trường đại học, bà gặp Chokri Belaid năm 1999, người mà bà đến Paris để học sau đại học. Cặp đôi kết hôn tại Paris năm 2002 trước khi trở về Tunisia và bắt đầu sự nghiệp với tư cách là luật sư. Bà hành nghề luật dân sự và tài sản.

## Chiến dịch cho bàng lý
Vào ngày 6 tháng 2 năm 2013, chồng bà đã bị những kẻ cực đoan Salafist ám sát trước nhà của họ ở Tunis. Xác định kẻ giết anh ta, đưa họ ra bàng lý và vạch trần vỏ bọc chính trị bị cáo buộc đã bảo vệ họ là mục đích chính của bàng việc của bà kể từ ngày đó.
Năm 2017, Khalfaoui mô tả vụ giết chồng của mình là một 'tội ác nhà nước'. Năm 2018 văn phòng của bà đã bị đột nhập và các tài liệu liên quan đến vụ án của chồng bà đã bị hư hại. Sau đó, bà bàng khai kêu gọi giải tán Đảng Ennahda, nơi bà bị cáo buộc buôn bán vũ khí vào Tunisia.

## Chính trị
bà từ lâu đã từ chối mọi tham vọng chính trị và đã từ chối tham gia cuộc bầu cử quốc hội Tunisia năm 2014, mặc dù đã tham gia Đảng Watad năm 2012 nơi người chồng quá cố của bà là Tổng thư ký. Tuy nhiên, vào ngày 21 tháng 4 năm 2019, bà tuyên bố ý định tham gia cuộc bầu cử sắp tới tại Hội đồng Tunisia.

## Gia đình
Basma Khalfaoui có hai bà con gái của Chokri Belaid, tên là Nayrouz và Nada.